# حسن طيارة (فلم)
حسن طيارة فيلم مصري إنتاج عام 2007.

## قصة الفيلم
«حسن» شاب مصري بسيط حاصل على ليسانس حقوق ويعمل كسائق ميكرو باص تدفعه الظروف للتعرف على ابنة أحد الوزراء ويقع في غرامها وتتولى الأحداث في قالب رومانسي أكشن.

## الممثلين
- خالد النبوي
- رزان مغربي
- خالد الصاوي
- عزت أبو عوف
- جيهان قمري
- عايدة عبد العزيز
- عبد الله مشرف
- حسن كامي

## روابط خارجية
- مقالات تستعمل روابط فنية بلا صلة مع ويكي بيانات